# Фэрвью (тауншип, округ Лайон, Миннесота)
Фэрвью (англ. Fairview) — тауншип в округе Лайон, Миннесота, США. На 2000 год его население составило 485 человек.

## География
По данным Бюро переписи населения США площадь тауншипа составляет 86,0 км², из которых 86,0 км² занимает суша, водоёмов нет.

## Демография
По данным переписи населения 2000 года здесь находились 485 человек, 159 домохозяйств и 131 семья.  Плотность населения —  5,6 чел./км².  На территории тауншипа расположено 162 постройки со средней плотностью 1,9 построек на один квадратный километр. Расовый состав населения: 99,59 % белых и 0,41 % азиатов. Испанцы или латиноамериканцы любой расы составляли 0,41 % от популяции тауншипа.
Из 159 домохозяйств в 48,4 % воспитывались дети до 18 лет, в 77,4 % проживали супружеские пары, в 2,5 % проживали незамужние женщины и в 17,6 % домохозяйств проживали несемейные люди. 15,1 % домохозяйств состояли из одного человека, при том 5,7 % из — одиноких пожилых людей старше 65 лет. Средний размер домохозяйства — 3,05, а семьи — 3,39 человека.
32,2 % населения — младше 18 лет, 8,2 % — в возрасте от 18 до 24 лет, 29,1 % — от 25 до 44, 22,1 % — от 45 до 64, и 8,5 % — старше 65 лет. Средний возраст — 35 лет. На каждые 100 женщин приходилось 103,8 мужчин.  На каждые 100 женщин старше 18 приходилось 105,6 мужчин.
Средний годовой доход домохозяйства составлял 48 875 долларов, а средний годовой доход семьи —  51 563 доллара. Средний доход мужчин —  36 458  долларов, в то время как у женщин — 22 031. Доход на душу населения составил 21 641 доллар. За чертой бедности не находилась ни одна семья и 2,2 % всего населения тауншипа, из которых 13,3 % старше 65 лет.